# 救命救急センター (テレビドラマ)
『救命救急センター』（きゅうめいきゅうきゅうセンター）は、2000年から2002年まで日本テレビ系「火曜サスペンス劇場」で放送されたテレビドラマシリーズ。全4回。主演は斉藤由貴。
同じく斉藤由貴が看護師役で主演した「火曜サスペンス劇場」の『緊急救命病院』シリーズとは別の作品である。

## キャスト

### 主要人物
坂木みのり
演 - 斉藤由貴
山手中央病院の看護婦。
坂木耕作
演 - 佐野史郎
坂木みのりの兄。
蜂谷加奈子
演 - 伊藤榮子 ← 河原崎有稀
山手中央病院の婦長。
木村
演 - 永田めぐみ
山手中央病院の看護婦。
岡倉
演 - 中上ちか
山手中央病院の看護婦。
永井智之
演 - 斉藤暁
山手中央病院の医長。
仙波
演 - 伊藤正之
山手中央病院の事務長。
津川初美
演 - 杉山彩子
播磨
演 - 井之上隆志
警部補。
三宅
演 - 本田豊
刑事。

### ゲスト
第1作「殴られて意識不明の男 失踪中の夫と断定した2人の妻が語る真実」
- 都築美奈 - 手塚理美
- 里村医師 - 鍵本景子
- 都築初子 - 原知佐子
- 都築浩二 - 朝倉伸二
- 鈴木二郎 - 天川真澄
- 浅間係長 - 石井愃一
- 倉持刑事 - 小林健
- 菅野俊子 - 金久美子
- キヨエ - 木瓜みらい
- バスの乗客 - 加島潤
- 松浦隆、梓紫央里、松島かなえ、河内浪江、木村明子、古谷充子、杉原あつ子、剣持勝昌、青木和代、増田英治、須間一弥、田中健三、伊藤千夏、市川麻里奈

第2作「年下夫と離婚した動物医師が緊急入院、指に注射痕と甘い香り」
- 三田村理子 - 多岐川裕美
- 松尾瑞穂 - 洞口依子
- 天知健介 - 大沢樹生
- 前園恭一 - 近藤弐吉
- 倉橋五月 - 大沢さやか
- 大島蓉子、上村依子、竹沢一馬、山田明郷、松浦隆、一之瀬千絵、松島かなえ、河内浪江、木村明代、杉原あつ子、青木英樹、三宅綾、桐生梓、暮川彰、葵朝香、剣持勝昌、森了蔵、山田アキラ、武田大和、古賀道枝、横山晴紀、鈴木智之、梅光正則、山田邦博、橋本晴香

第3作「娘を脅迫する男が殺され、父が謎の転落、母も知らぬ我が子の傷」
- 広瀬恒一 - 柴俊夫
- 江上桐子 - 根岸季衣
- 江上真奈 - 坂本三佳
- 正木晴美 - 水島かおり
- 里村佳代 - 水木薫
- 小笠原医師 - 緒形幹太
- 一之瀬千絵、松島かなえ、河内浪江、木村友香、三宅綾、桐生梓、暮川彰、葵朝香、杉原あつ子、小野祥子、杉浦隆、村田真、浜口悟、鈴木新次、鈴木智行、梅光正則、山田邦博、剣持勝昌

第4作
- 篠原周子 - 岩崎ひろみ
- 中沢武男 - 河原崎建三
- 川俣奈穂子 - 角替和枝
- 亀井鈴子 - 大塚良重
- 篠原昌代 - 山本陽子
- 神谷美帆、三田村周三、佐々木麻由子、尾崎右宗

## スタッフ
- 企画 - 酒井浩至
- 脚本 - 渡辺善則、佐伯俊道
- 音楽 - 大谷幸
- 監督 - 油谷誠至
- 医事指導 - 北里研究所病院
- 看護指導 - 石田喜代美
- チーフプロデューサー - 佐藤敦、増田一穂
- プロデューサー - 伊藤祥二、藤田裕一、代情明彦
- 製作著作 - 東北新社
- 制作 - 日本テレビ

## 放送日程
| 話数 | 放送日        | サブタイトル                                               | 脚本     |
| ---- | ------------- | ---------------------------------------------------------- | -------- |
| 1    | 2000年7月18日 | 殴られて意識不明の男 失踪中の夫と断定した2人の妻が語る真実 | 渡辺善則 |
| 2    | 2001年3月20日 | 年下夫と離婚した動物医師が緊急入院、指に注射痕と甘い香り   | 渡辺善則 |
| 3    | 2001年6月26日 | 娘を脅迫する男が殺され、父が謎の転落、母も知らぬ我が子の傷 | 渡辺善則 |
| 4    | 2002年6月4日  |                                                            | 佐伯俊道 |